# Saint-Grégoire (Tarn)
Saint-Grégoire település Franciaországban, Tarn megyében. Lakosainak száma 471 fő (2022. január 1.). Saint-Grégoire Andouque, Arthès, Crespinet, Saint-Juéry, Saussenac és Bellegarde-Marsal községekkel határos.

## Népesség
A település népessége az elmúlt években az alábbi módon változott:
| Lakosok száma | 490  | 489  | 482  | 462  | 460  | 456  | 456  | 463  | 471  |
|               | 2013 | 2015 | 2016 | 2017 | 2018 | 2019 | 2020 | 2021 | 2022 |